# Dagmar Edqvist
Dagmar Edqvist, egentligen Dagmar Ingeborg Hasslöf Edquist, född Jansson den 20 april 1903 i Visby, död den 21 januari 2000 i Luleå, var en svensk författare. Edqvists mest kända bok är förmodligen Fallet Ingegerd Bremssen (1937; filmatiserad fem år senare), och hon var under 1930-, 1940- och 1950-talen en av Sveriges mest lästa författare. Diskussionen om kvinnors jämställdhet går som en röd tråd genom hennes omfattande författarskap.

## Biografi

### Bakgrund, äktenskap
Dagmar Edqvist växte upp i Visby. Hon var dotter till historielektorn Hjalmar Jansson och hans hustru Hermanna Krokstedt samt syster till Sven Hemmel.
Fadern var aktiv politiker, konservativ stadsfullmäktigeledamot och vice preses i domkapitlet.  Dagmar Edqvist tog studentexamen som privatist i Stockholm.
Efter studentexamen 1922 gifte hon sig med den femton år äldre Torgny Edqvist, adjunkt vid läroverket i Visby. Makarna flyttade 1932 till Malmö, och två år senare fick de dottern Suzanne. År 1964 blev Dagmar Edqvist änka. År 1969 gifte hon om sig med etnologen Olof Hasslöf (1901–1994).

### Författande
Efter sitt första giftermål bedrev Dagmar Edqvist studier, bland annat i Frankrike (1927). Därefter arbetade hon åren 1928–1931 som sekreterare åt överläkaren vid S:t Olofs sjukhus i Visby, J. Lundahl, vars postuma avhandling hon redigerade 1932.
Samma år debuterade hon med romanen Kamrathustru, som väckte stort uppseende. Den ingick i en romanserie som samlade unga författare, med – som det hette i Bonniers programförklaring – ”en modern och en smula revolutionerande livssyn”. Denna, liksom flera av Dagmar Edqvists kommande romaner, handlar om det man då kallade Den nya kvinnan, som krävde frihet och jämlikhet i äktenskapet. "Kamrathustru" blev ett återkommande begrepp i tidens könsrollsdebatt.
Med denna roman introducerade Dagmar Edqvist sina läsare för en kvinnotyp som återkommer i de flesta av hennes romaner. De är, som huvudpersonen Ebba Garland i Kamrathustru, klarsynta, självständiga och harmoniska. De är oftast yrkesverksamma, företrädesvis inom ett akademiskt yrke, vilket utgör grunden för deras krav på jämställdhet med männen. De följande decennierna kunde Bonniers förlag presentera en ny Edqvist-roman ungefär vartannat år.

### Författarskap och teman
Dagmar Edqvist talade i början av sitt författarskap rakt in i ett samtida problem, och hennes romaner blev mycket uppskattade. Under 1930-, 1940- och 1950-talen tillhörde hon Sveriges mest lästa författare, utan att hennes romaner för den skull definierades som populärkultur. De blev också översatta till många språk.
Det omfattande författarskapet kan delas in i tre tydliga grupper. Den första och tillika den omfångsrikaste delen av hennes produktion utgörs av samtidsromaner där hon behandlar relationer mellan män och kvinnor, framför allt kvinnans roll som hustru, yrkeskvinna och kamrat.
Den andra gruppen utgörs av romaner som utspelar sig i afrikansk miljö. Dagmar Edqvist besökte första gången 1956 Tanganyika, där hennes vän Barbro Johansson var missionär och rektor för en skola. Hon kom att återvända dit flera gånger och rapporterade bland annat till Sveriges Radio om frihetsrörelsens självständighetssträvanden under ledning av Nyerere. År 1958 kom Skuggan blir kortare, den första av fem romaner med motiv från Afrika. Liksom i Den svarta systern (1961), Eldflugorna (1964), och senare Efter flykten (1977), ställs stamsamhället mot västerländsk kultur. Konflikten mellan vita och svarta skildras i en nästan thrillerartad form.
Den tredje kategorin utgörs av historiska romaner. År 1949 utkom Trolldryck, en roman om häxprocessernas Sverige. Åren 1967–1971 gav hon ut en romantrilogi som utspelar sig på Gotland under vikingatid och medeltid. Den inleddes 1967 med Mannen från havet, följdes två år senare av Mannen som kom hem och avslutades 1971 med Människor på en ö. År 2005 blev de aktuella på nytt när Länsteatern på Gotland med Allan Nilsson i spetsen satte upp en pjäs baserad på romanerna. En stor friluftsteater byggdes i När på sydöstra Gotland, och under två somrar spelades 32 föreställningar.
En roman i Dagmar Edqvists författarskap som står för sig är Fallet Ingegerd Bremssen. Den kom ut 1937 och baserar sig på ett uppmärksammat våldtäktsfall, där sakkunskapen hos hennes chef på S:t Olofs sjukhus hade tagits i anspråk. Romanen har en starkt dokumentär prägel och kom att stå i centrum för tidens diskussion om våldtäkt. Den filmatiserades av Anders Henrikson 1942.

### Andra aktiviteter, senare år
Edqvist skrev böcker in på 1970-talet, flera av de senare med motiv från Afrika. Totalt skrev Dagmar Edqvist 24 romaner. Den sista, Vänta på vind, som är en historisk roman, utkom 1985. Då hade emellertid Dagmar Edqvist sedan länge förlorat sina stora läsarskaror.
Hon skrev även filmmanus, men fastän filmen Livet går vidare (1941) bygger på hennes debutroman Kamrathustru skrevs dess manus av andra. Andra av Dagmar Edqvists romaner som filmatiserats är Fallet Ingegerd Bremssen, Rymlingen fast och Musik i mörker.
Dagmar Edqvist var ordförande i Skånes konstnärliga och litterära yrkesarbetares samarbetsnämnd, ledamot av Föreningen Nordens centralstyrelse 1981–2000 och ordförande i dess Malmö-avdelning. Hon var också en av initiativtagarna till Skånes författarsällskap och var från 1963 och under några år sällskapets ordförande.
Edqvist avled år 2000. Hon är begravd på Örnäskyrkogården i Luleå.

## Filmmanus
- Lianbron (1965)
- Musik i mörker (1948)
- Fallet Ingegerd Bremssen (1942)
- En kvinna ombord (1941) (baserad på Rymlingen fast)